# Der Kopfgeldjäger (Comic)
Der Kopfgeldjäger (frz.: Chasseur de primes) ist ein Album der Comicserie Lucky Luke. Es wurde von Morris gezeichnet und von René Goscinny getextet und erschien erstmals 1972.

## Handlung
Lucky Luke wird beauftragt, den Cheyenne und Pferdebetreuer Tea Spoon einzufangen, der ein edles Pferd gestohlen haben soll. Ebenso erfährt der berüchtigte Kopfgeldjäger Elliot Belt von der Geschichte und möchte die hohe Belohnung für sich einstreichen. Er besticht einen Indianer mit Alkohol und landet dafür am Marterpfahl, wovon ihn Lucky Luke befreit. Danach versucht Elliot Belt zusammen mit anderen Kopfgeldjägern, das Lager der Cheyenne anzugreifen und provoziert damit fast einen Indianerkrieg. Lucky Luke wird beschuldigt, an dem Überfall beteiligt zu sein, und wird gefesselt, kann aber schnell von dem beschuldigten Indianer Tea Spoon befreit werden. Gemeinsam können sie die Wogen glätten und Tea Spoon beschließt, vor dem Richter auszusagen. Vor Gericht kommt heraus, dass die Ehefrau des Pferdezüchters den Hengst heimlich aus Eifersucht entfernt hatte. Da das Pferd wieder aufgetaucht ist, wird die Belohnung an die Cheyenne gespendet und der Kopfgeldjäger nun selbst steckbrieflich gesucht.

## Veröffentlichung
Die Geschichte wurde erstmals 1972 im Magazin Pilote und im gleichen Jahr bei Dargaud als Album veröffentlicht.
1973 erschien sie auf Deutsch in der Reihe Zack Comic Box und 1984 erstmals in der Serie von Ehapa als Band 43.
Die Geschichte wurde 1991 für die Lucky-Luke-Zeichentrickserie verfilmt.

## Trivia

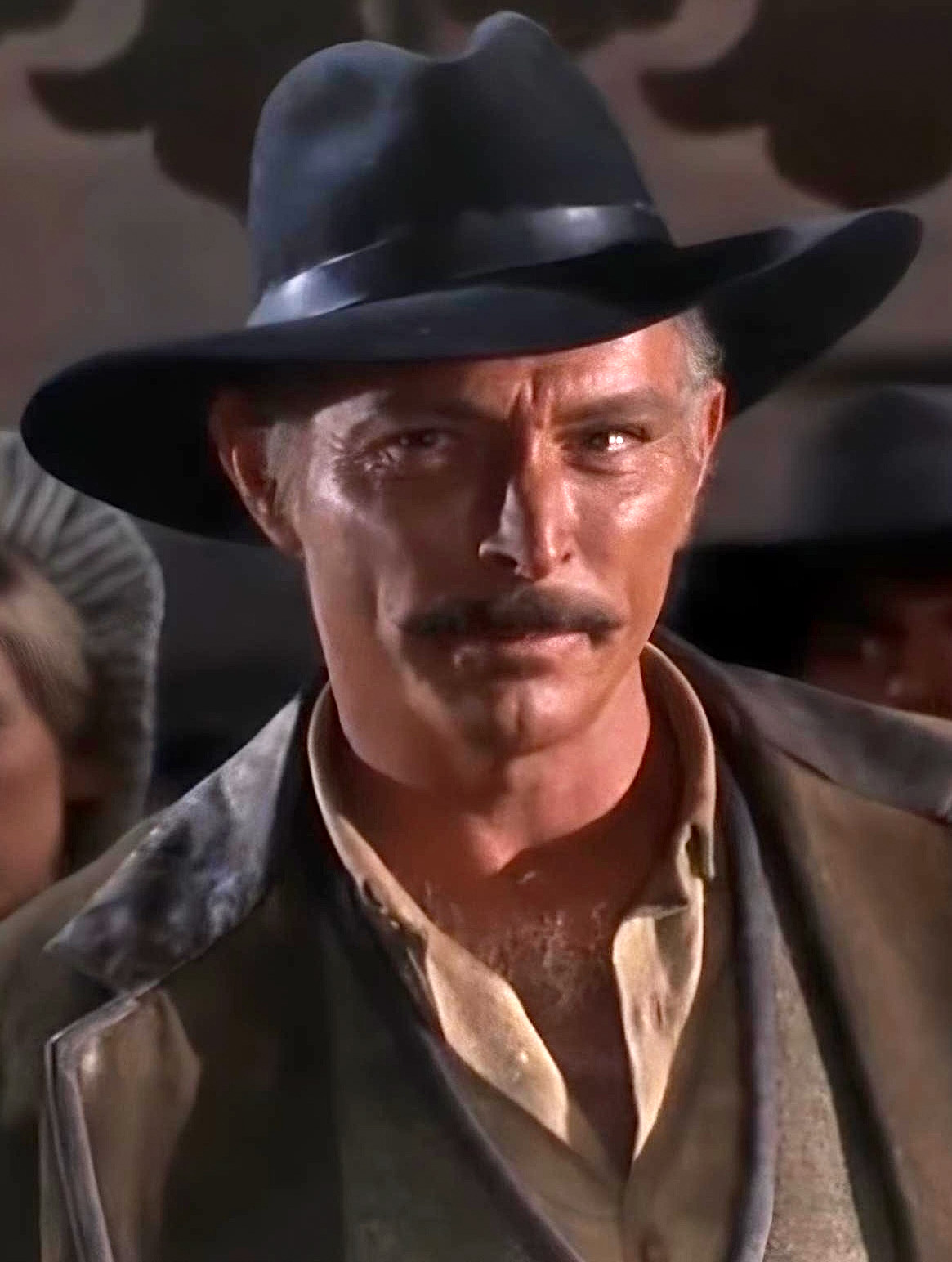
Lee van Cleef

Die Darstellung des Elliot Belt ist eine Karikatur des Schauspielers Lee Van Cleef, der u. a. die Rolle eines Kopfgeldjägers im Italo-Western Für ein paar Dollar mehr spielte.